# Partizanska bolnica na Kalniku
Partizanska bolnica na Kalniku bila je privremena stacionarna sanitetska ustanova u Narodnooslobodilačkom ratu naroda Jugoslavije na teritoriji u sastavu NDH, sa zadatkom da organizuje prijem bolesnih partizana i ranjenika iz borbi koje su se odvijale na širem području planine Kalnika, od leta 1943. do februara 1944. godine.

## Preduslovi
U periodu najvećeg razvoja Narodnooslobodilačkog pokreta na Kalniku su od leta 1943. do februara 1944. godine boravile jake partizanskih snaga: 12. i 28. slavonska divizija, sa Štabom 2. operativne zone, koji je sa Žumberaka premešten na Kalnik.
Ubrzo je u Podravini formirana i brigade „Braće Radić“ (4.septembra 1943), 32. divizije 10. zagrebačkog korpusa (u selu Rasinja), koja je učestvovala u oslobađanju više gradova. Tako je stvorena veća oslobođena teritorija, koja se pruźala od Novog Marofa do Virovitice, nazvana „Podravske Republika”.
Sve napred navedene promene na Kalniku i šire tokom Drugog svjetskog rata, pratilo je i osnivanje stacionarne sanitetske službe na Kalniku koja je trebala stvoriti uslove za prijem bolesnih partizana i ranjenika iz borbi koje su se odvijale na području „Podravske Republike”.

## Osnivanje i razvoj
Bolnica na lokalitetu Stupe
Prvu tajnu parizanku bolnicu na planini Kalnik osnovao je „5. bataljon KPO“ u šumi Borik (na lokalitetetu Stupe) u improvizovanim objektima od priručnog materijala. I tako je ova tajna i mala improvizovana partizanska bolnica počela sa radom u leto 1943. i lečile obolele i ranjene sve do tragičnog događaja od 29. septembra 1943. godine, kada su dve satnije ustaša i domobrana, predvođene jednim seljakom i seljankom iz Kamešnice, opkolile i uništile bolnicu u Stupama. Tom prilikom  mučki su ubili stražare, 12 ranjenika i dve medicinske sestre.
Bolnica na lokalitetu Gabrinovec
Krajem avgusta 1943. godine, nakon što je sa Kalnika ponovo proteran neprijatelj, dovedena je grupa od 20 partizana – radnika na tajnu lokaciju: mali šumski proplanak u blizini izvora, kod šumarske kuće, na lokalitet zvanom Gabrinovec, nedaleko od puta Slanje – Kamešnica. Rad na seči stabala, odvlačenju trupaca i gradnji bolničke infrastruktu odvijao se intenzivno i ubrzo su bila izgrađena dva bolnička paviljona za ranjenike (dimenzija 12 x 6 m), ambulanta – previjalište, kuhinja, nužnik, bunkeri za hranu i benzinski agregat za struju i stražu.
Bolnički objekti, u osnovi su bili izgrađeni od drvenih jelovih oblica, koje su potom premazane blatom i obložene mahovinom. Objekti su prekriveni daskama i terpapirom, a jedan paviljon i crepom. Krajem oktobra 1943. godine prozori na objektima bolnice, koji su prvobitno bili pokriveni ćebadima, zastakljeni su.
U početku, bolesnici i ranjenici su ležali na improviziranim drvenim ležajevima, da bi po oslobođenju Varaždinskih Toplica (27. septembra 1943) i Ludbrega (3. oktobra 1943) iz ovih gradova dovezeni pravi metalni kreveti sa slamaricama i madracima.
Boničko posuđe, kojeg nije bilo u dovoljnom broju, bilo je limeno. Bolnica je posedovala i agregat za struju koji je radi zvučne izolacije bio smešten u jedan od bunkera.
Uz obližnji izvor vode uređena je bolnička kuhinja, i bunker za skladištenje veće količine brašna, šećera, soli i voća. Bolnica je redovno snabdevan belim hlebom i donacijama u hrani iz obližnjih sela. U obližnjoj šumskoj kući hranjene su 4 krave koje su dnevno davale po oko 30 litara mleka.

## Rad u bolnici
Preventivnomedicinska zaštita
U bolnici nije vođena samo briga o medicinskom tretmanu već i stalna briga o čistoći. Bolesnici su svaki dan prali u paviljonima, a povremeno je dolazio berberin radi šišanja i brijanja. Dezinfekcija odeće vršila se u partizanskom buretu.
Kako je medicinsko osoblje sumnjalo u kvalitetu vode i bakteriološku ispravnost izvora, osoblje bolnice i pacijenti pili su isključivo čaj ili vino.
Sahrana preminulih bolesnika obavljana je na improvizovanom groblju udaljenom 200 metara severno od bolničkih objekata, u dolini jednog potoka. Na ovom malom groblju sahranjeno je 7-10 pacijenata. 
| „ | Sigurno se zna da su tu bili sahranjeni Đuka Kemec, Dragica Kancijan i Franjo Ivić čiji su posmrtni ostaci nakon rata premešteni u partizanske spomen-kosturnice. | ” |

Medicinsk oprema
Medicinski instrumentarijum je bio nedovoljan i sastojao se od: nekoliko skalpela, pinceta, testere i makaza, doboša  za gazu, tenzimetra, stetoskopa, nekoliko rekord-špriceva, 2 tacne.
Zavoji su se prali i sušili u krugu bolnice, jer ih nikada nije bilo u dovoljnoj količini. U bolnici su redovno prali i posteljinu.
Zbrinjavanje ranjenika i bolesnika
Prvi pacijenti u Gabrinovac su pristigli iz otkrivene i uništene bolnice Stupe u septembru 1943., a najviše ih je bilo nakon borbi za oslobođenje Varaždinskih Toplica i Ludbrega.
U bolnici su uspešno sprovođene i složenije intervencije, poput amputacije ruke uz pomoć obične testere, a jedini analgetik i antiseptik bila je domaća rakija.
U bolnici su lakši ranjenici zadržani do ozdravljenja, a teži su prevoženi u veće i opremljenije bolnice na Papuk ili Moslavinu. 
Kapacitet i kadrovi
Kako tokom kasnijih ratnih dejstava od bolničke dokumentacije nije ništa ostalo, prema nekim proračunima smatra se da je kod punog kapaciteta u bolnici moglo biti 90 pacijenata, 10 članova sanitetskog tima, nekoliko pomoćnih radnika i 22 stražara, ukupno oko 130 ljudi.
U bolnici su od lekara boravili dr Alojzij Ronko, dr Helena Helenbach i dr Jelka Vesenjak. Na dužnostima srednjeg medicinskog kadra bili su Milka Komarek, medicinska sestra i Antun Lapuh medicinski tehničar, dok su ostali bili priučeni bolničari za rad u bolnici.

## Prestanak rada
Do njenog zatvaranja Partizanska bolnica Gabrinovec radila je gotovo pet meseci, na izrazito nesigurnom i ratom zahvaćenom području NDH. Sve vreme ranjenici i bolesnici u noj su imali, za ratne uslove, adekvatnu negu i mogućnost za brzi oporavak.
Bolnica je prestala sa radom februara 1944. nakon što su snažne neprijateljske snage ponovo zauzele veći deo oslobođene  teritorije Podravske Republike. Tada se ljudstvo bolnice sa zatečenim bolesnicima i ranjenicima zajedno sa partizanskim snagama povuklo u brdovita područja Kalnika i Bilogore. Po dolasku na Gabrinovec ustaše su zatekli samo napuštene objekte koji su potom zapalilili. 
Iako su u kasnijem razdoblju (do 1945.) prostor Gabrinovca povremeno posećivale partizanske snage, na njemu nikada se više  nije vršilo medicinsko zbrinjavanjde ranjenika i bolesnika.

## Bolnica kao muzej
Nekoliko decenija posle Drugog svetskog rata obnovljeni su objekti bolnice br. 1 Kalničkog partizanskog područja a povodom Dana boraca (4. jula 1979). u njima je uređen muzejska postavka.
Kako je od 1990. na početku raspada SFR Jugoslavije, značajno opalo interesovanje za NOB i spomeničkom baštinom NOB-e, muzejski objekti su napušteni, devastirani a potom i uništeni. Uništen je i ranije podignut spomenik „Partizanka na straži“. U takvim uslovima:
| „ | Inventar bolnice je potpuno opljačkan ili uništen, a kroz razbijene prozore je prodro bršljan. Usred uništenog krovišta, voda je prodirala u barake i potpuno uništila stropove i pod. | ” |

Na inicijativu Udruge antifašističkih boraca i antifašista opštine i Grada Ludbrega, 2008. godine započeta je akcije čišćenja prostora oko bolnice, zbog sve većeg interesovanja javnosti za NOB i istoriju u Hrvatkoj Podravini. U obnovu devastiranih objekata uključili su se i članovi ludbreškog udruženja i antifašističkih udruženja iz Čakovca, Varaždina, Novog Marofa, ludbreška preduzeća, Varaždinska županija, Grad Ludbreg i brojni pojedinci. Prikupljenim sredstvima, doniranim materijalom i besplatnim radom, obnovljena je partizanska bolnica, a planira se i obnova muzejsko-edukativne postavke namijenjene organizovanim grupama, prolaznicima, terenskoj nastavi, druženje i komemoraciju. U neposrednoj okolini bolnice uređeno je i malo partizansko groblje i izvor vode.

## Literatura
- Žarko MILIČEVIĆ, Kalnički partizanski odred (KPO), TIVA, Varaždin, 2010., 44-45, 52-55.
- Milivoj GLUHAK i suradnici, 32. divizija NOVJ, Globus, Zagreb, 1988., 242-245.
- Mjesto, uloga i zadaci medicinske sestre u integriranoj zdravstvenoj zaštiti u općenarodnoj obrani (uredila Zdravka Resnik), separat sa IV. seminara, Varaždin – Kalnik, 1980., 72.
- Ž. Miličević, KPO, 236, i Moja sjećanja na konspirativnu bolnicu „V. bataljon“ Kalničkog odreda, zapis nepoznatog autora, privatna arhiva

## Spoljašnje veze
- NOB —Istorija Općine Kalnik (језик: хрватски)